# 林君叡
林君叡（英語：Alfred Lin），是紅杉資本的合夥人，曾任Zappos營運長、財務長和董事長，直至2010年。

## 職業生涯
林君叡出生於台灣，在六、七歲時跟隨父母移民至紐約地區。他在紐約市的史岱文森高中完成學業，隨後獲得了哈佛大學應用數學的學士和碩士學位，以及史丹佛大學的統計學博士學位 。
在哈佛大學期間，林君叡和謝家華一起經營了一家學生開設的披薩店，這是他第一次展示出商業頭腦。林君叡是店裡的常客，經常購買整個披薩並將其切片轉售以獲利。
1996年，林君叡離開了史丹佛大學的博士課程，加入了LinkExchange，並擔任財務長。18個月後，LinkExchange 以2.65億美元的價格被微軟收購。之後，林君叡還擔任了Tellme Networks的財務和業務開發副總裁。
林君叡和謝家華共同創立了 Venture Frogs，一家孵化器和投資公司，投資了多個科技和網路新創公司，包括Ask.com、OpenTable、Tellme Networks 和Zappos。
從2005年到2010年，林君叡在 Zappos 擔任董事長、營運長和財務長，推動了公司的發展和規模化，使其在2006年實現首次盈利。最終，Zappos 於2009年以12億美元被亞馬遜公司收購。
根據TechCrunch報導，林君叡在這次收購中賺取了至少1,800萬美元，而Venture Frogs的股票還獲得了1.63億美元的回報。
2010年，林君叡離開 Zappos，加入了紅杉資本作為合夥人。
2013年，《富比士》將林君叡評選為「科技界最具影響力的30位30歲以下人士」之一。林君叡和他的作品曾被《華爾街日報》、《紐約時報》、《哈佛商業評論》、《富比士》、《商業周刊》、《財富》以及CNBC等國際知名出版物報導。

## 外部連結
- 林君叡的個人簡介 （页面存档备份，存于）